# Aéroport de Ruhengeri
L’aéroport de Ruhengeri est un aéroport situé au nord du Rwanda. Il dessert la ville de Ruhengeri dans le district de Musanze.